# Surfařky z vesmíru
Surfařky z vesmíru (v anglickém originále Lightning Point) je australský seriál pro mládež odehrávající se v moderní době s prvky fantasy. Byl natáčen ve městě Gold Coast v roce 2011, premiérově vysílán byl o rok později. Půlhodinový seriál byl produkován společností Jonathan M. Shiff pro Network Ten ve spolupráci s Nickelodeon a německou veřejnoprávní televizí ZDF. V České republice měl seriál premiéru 5. července 2014 na dětské stanici ČT :D
Představitelka Kiki (Jessica Green) na svém Twitteru oznámila, že se nechystá další pokračování seriálu.

## Synopse
Zoey a Kiki, dvě nezkrotné dívky z jiné planety, přistanou v poklidném australském městečku, kde si chtějí splnit své tajné sny o surfovaní. Jsou přesvědčené, že jich čeká jedinečný zážitek, když se jim naskytne překrásný pohled na nekonečný oceán. Místní chlapec Luca však náhodou objeví plazmovou kartu, která je klíčem k jejich vesmírné lodi. Aby klíč získaly zpátky co nejdřív, musí se někomu přiznat a prozradit své tajemství. S tajemstvím se svěří učitelce surfingu Amber Mitchellové.

## Obsazení

### Hlavní role
- Amber Mitchell (Philippa Coulthard) - Amber vyrostla ve městě Lightning Point a její život byl docela normální, dokud ji nepožádaly o pomoc dvě mimozemské dívky z planety Lumina. Zoey a Kiki jsou neobvyklé, nepředvídatelné a velmi neznalé, jak nenápadně zapadnout mezi lidi na Zemi. Amber se snaží jim pomoci udržet nenápadnost, avšak Zoey a Kiki upoutávají pozornost všude tam, kde se právě nachází. Amber žije s mamkou, která pracuje jako policejní seržant, a její fenkou Piper. Jejím nejlepším přítelem je Luca, se kterým ale nesdílí jeho posedlost mimozemšťany. Když zrovna neučí Zoey a Kiki lidskosti, připravuje malé děti na surfování.
- Zoey (Lucy Fry) - Zoey je chytřejší, divočejší, a mnohem impulzivnější než většina pozemských lidí. Chce mít pod kontrolou každou situaci. Zoey je od přírody soutěživá a nemůže odolat jakékoli výzvě, proto se snaží pokořit surfařské rekordy. Tímto okamžitě upoutá pozornost Brandona, místního surfařského borce, a také si tím znepřátelí jeho přítelkyni Madison.
- Kiki (Jessica Green) - Kiki je citlivá a zvědavá dívka. Je uchvácena městem Lightning Point a chce prožít vše, co může toto místo nabídnout. Miluje propojení s přírodou (zejména na surfovacím prkně) a poznávání zdejších živočichů apod. Snaží se pochopit, co to znamená být člověkem. Často se ji stýská po domovské planetě Lumina, ale jakmile se o ni začne zajímat Luca, uvědomí si, že zůstat na Zemi o něco déle, nemusí být tak špatné.
- Luca Benedict (Kenji Fitzgerald) - Luca je ve městě považován za outsidera. Neumí surfovat a zajímá se o mimozemský život, což z něj dělá terč posměchu. Je nevlastním bratrem Brandona. Amber je jediným člověkem, který skutečně Lucovi rozumí, protože už od malička to jsou nejlepší kamarádi. Po přistání dívek na Zemi, nalézá Luca stopy po mimozemské činnosti a rozhodne se je prozkoumat. Když se Luca a Kiki romanticky sblíží, jeho přesvědčení o přítomnosti mimozemšťanů se stává silnějším.
- Brandon Benedict (Andrew James Morley) - Brandon je místní celebritou a nejlepší surfař ve městě, avšak příchod Zoey do Lightning Point by to mohl změnit. Je ohromen novou tajemnou dívkou a jejími působivými surfařskými dovednostmi. Manželé Benedictovi si jej adoptovali, když přišel o své rodiče, kteří ztroskotali na moři. Vysmívá se Lucovi, který věří v UFO a vesmírné vetřelce.
- Madison (Paige Houden) - Madison považuje samu sebe za nejžhavější dívku v Lightning Point, tudíž není nadšená, když se na scéně objeví dvě nové a krásné surfařky - Zoey a Kiki. Když zpozoruje romantické jiskření mezi jejím přítelem Brandonem a Zoey, udělá cokoliv, aby Zoey pohoršila.

### Vedlejší role
- Olivia Mitchell (Simone Bennett-Smith) - Olivia je místní policejní seržantkou a mamkou Amber.
- Liam (Reece Milne) - Liam je Brandonův přítel a protivník Amber, Zoey a Kiki.
- Gina (Da Yen Zheng) - Gina je nejlepší kamarádkou Madison.
- Mia (Lia Fisher) - Mia je majitelkou místní restaurace.
- Josh (Erin Mullally) - Josh je kluk, který se zamiluje do Amber. Má mladšího bratra Seana.
- Mr. Phillips (Anthony Standish) - Mr. Phillips je učitelem na střední škole.
- Piper (Java) - Piper je místní policejní fenka a mazlíček Amber.
- Ben (Elmo) - Ben je Lucův kůň. Kiki si v něm nalezne zalíbení.